# Zhang Binbin
Zhang Binbin (xinès, 张彬彬; nascuda el 23 de febrer de 1989 a Xiang'an, Xiamen) és una tiradora esportiva xinesa. Va representar al seu país als Jocs Olímpics de 2016, on va guanyar la medalla d'or en el rifle tres posicions 50 m.